# リア王 (1982年の映画)
リア王（en:King Lear)は1982年にBBCにより放映されたイギリスのテレビ映画。ウィリアム・シェイクスピアの戯曲を英国でテレビ用に脚色したシリーズである。1978年12月3日から1985年4月27日まで放送され７シリーズ、37のエピソードが作られた。

## キャスト
| 役名             | 俳優                   | 日本語吹替                                        |
| 役名             | 俳優                   | NHK版                                             |
| ---------------- | ---------------------- | ------------------------------------------------- |
| リア王           | マイケル・ホーダーン   | 小池朝雄                                          |
| ゴネリル         | ジリアン・バージ       | 岩崎加根子                                        |
| オールバニー公   | ジョン・バード         | 塚本信夫                                          |
| リーガン         | ペネロープ・ウィルトン | 阪口美奈子                                        |
| コーンウォール公 | ジュリアン・カリー     | 西田健                                            |
| コーディリア     | ブレンダ・ブレッシン   | 市毛良枝                                          |
| フランス王       | ハリー・ウォータース   | 津嘉山正種                                        |
| ケント伯         | ジョン・シュラプネル   | 横内正                                            |
| グロスター伯     | ノーマン・ロッドウェイ | 内田稔                                            |
| エドガー         | アントン・レッサー     | 磯部勉                                            |
| エドマンド       | マイケル・キッチン     | 有川博                                            |
| 道化             | フランク・ミドルマス   | 坂口芳貞                                          |
| オズワルド       | ジョン・グリロ         | 樋浦勉                                            |
|                  |                        |                                                   |
| 演出             | 演出                   | 山田悦司                                          |
| 翻訳             | 翻訳                   | 岡喜一                                            |
| 効果             |                        |                                                   |
| 調整             |                        |                                                   |
| 制作             | 制作                   | 千代田プロダクション                              |
| 解説             |                        |                                                   |
| 初回放送         | 初回放送               | 1984年10月10日 『シェークスピア劇場』 15:00-17:44 |